# Sina Scherzant

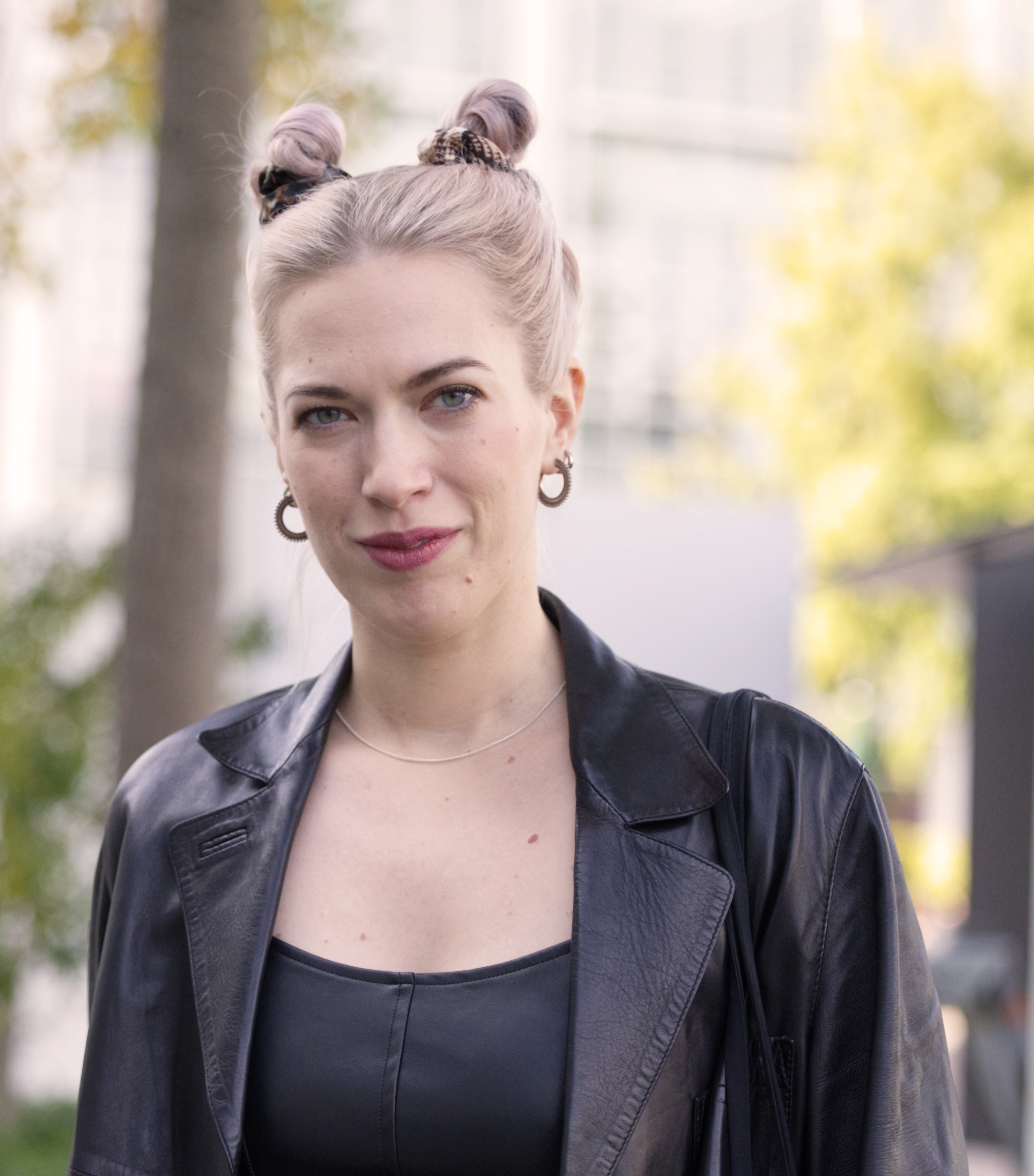
Sina Scherzant, Frankfurter Buchmesse 2023

Sina Scherzant (geboren 1991 in Menden) ist eine deutsche Schriftstellerin und ehemalige Instagramerin. Von 2019 bis 2023 betrieb sie zusammen mit Marius Notter den Instagramkanal alman_memes2.0.

## Leben und Werk
Sina Scherzant wuchs im Ruhrgebiet auf und studierte Erziehungs- und Bildungswissenschaft in Marburg und Hamburg. Sie arbeitete einige Zeit als Dozentin im Bildungsbereich. Größere Bekanntheit erlangte sie durch den Instagramkanal alman_memes2.0, den sie zusammen mit Marius Notter im Jahr 2019 gründete. Der Kanal hat satirische Memes zu Klischees und Stereotypen über Deutsche zum Inhalt und hatte zeitweilig 600.000 Folgende. Seit 2023 betreibt Notter den Kanal alleine weiter. Gemeinsam verfassten sie daneben 2021 und 2022 zwei satirische Romane, die sich ebenfalls mit deutschen Klischees beschäftigen.
Zusammen mit Marius Notter war Sina Scherzant 2022 und 2023 Gastgeberin für den Comedy-Podcast Stories of Deutschland, der im Auftrag von Radio Bremen für den Hörfunksender COSMO produziert wurde. Im Jahr 2023 veröffentlichte sie ihren Debütroman beim Ullstein-Imprint Park x Ullstein, Am Tag des Weltuntergangs verschlang der Wolf die Sonne. Ein zweiter Roman erschien im Jahr 2024.
Scherzant lebt in München.

## Publikationen
- mit Marius Notter: Noch 3 Treuepunkte bis zum Pfannen-Set: Kleinstadt-Wahnsinn mit den Ahlmanns. Rowohlt, Reinbek 2021, ISBN 978-3-4990-0578-7.
- mit Marius Notter: Randale, Randale, Trekkingsandale: Kleinstadt-Wahnsinn mit den Ahlmanns. Rowohlt, Reinbek 2022, ISBN 978-3-4990-0817-7.
- Am Tag des Weltuntergangs verschlang der Wolf die Sonne. Park x Ullstein, Berlin 2023, ISBN 978-3-9881-6002-7.
- Taumeln. Park x Ullstein, Berlin 2024, ISBN 978-3-9881-6016-4.

## Podcasts
- Nora Gantenbrink: Sina Scherzant und Marius Notter erzählen, ob wir in Zukunft noch was zu lachen haben. In: Sollzustand. Der neue Podcast zur aktuellen Lage der Zukunft. Folge 11 vom 1. April 2021. (als Gast)
- Sina Scherzant, Marius Notter: COSMO Stories of Deutschland.
- Angelina & Lea: „Verbindungen, die viel größer sind als das“: Sina Scherzant. In: Bibliomanie-Podcast. Folge 72 vom 1. Oktober 2023. (als Gast)
- Daniel Koch: Sina Scherzant im Interview über ihren neuen Roman „Taumeln“. In: Das Buch zur Woche. 11. September 2024. (als Gast)
- Micky Beisenherz: Ansichten eines Brauns (mit Sina Scherzant ins Wochenende). In: Apokalypse & Filterkaffee. Folge 1221 vom 26. Oktober 2024. (als Gast)